# Bupleurum miyamorii
Bupleurum miyamorii är en flockblommig växtart som beskrevs av Masao Kitagawa. Bupleurum miyamorii ingår i släktet harörter, och familjen flockblommiga växter. Inga underarter finns listade i Catalogue of Life.